# شیلا بونیک
شیلا بونیک (انگلیسی: Sheyla Bonnick؛ زادهٔ ) یک موسیقی‌دان اهل بریتانیا است. وی از سال ۱۹۷۵ میلادی تاکنون مشغول فعالیت بوده‌است.